# Berlinette
Berlinette è il secondo album in studio della musicista e disc jockey tedesca Ellen Allien, pubblicato nel 2003.

## Tracce
1. Alles Sehen – 3:50
2. Sehnsucht – 6:18
3. Trash Scapes Voc – 0:58
4. Push – 4:17
5. Trash Scapes – 4:40
6. Augenblick – 4:39
7. Wish – 4:47
8. Abstract Pictures – 4:55
9. Erdbeermund – 4:13
10. Secret – 4:07
11. Open – 6:10